# 卡罗洛工程师团
卡罗洛工程咨询公司 是一个美国著名环境工程公司，专门从事水和废水设施的规划、设计和施工管理，主要客户为美国的市政公共部门和私有工业企业。 该公司的总部设在核桃溪，加利福尼亚州，目前在美国全国设有38个办事处。 卡罗洛工程咨询公司已经为凤凰城提供服务超过80年，为南加利福尼亚的奥兰治县提供服务超过50年。
卡罗洛工程咨询公司由市政、结构、电气、机械、环境和仪器仪表和控制工程师，以及科学家、规划人员、建筑师和CAD设计师组成。 卡罗洛的业务范围包括供水、水处理、水输运和污水处理等工程服务；流域和水资源规划；雨水以及城市天气潮湿的计划、许可和监管援助；计算机建模、总体规划、决策支持的分析和财政援助服务；和污水直接回收利用的研究。 卡罗洛还参与规划和设计沼气发热发电和备用电力设施，为在水和废水的工业；提供了实用的财政、业务规划、资产管理、基础设施工程和水回收/再利用的服务；以及提供方案/施工管理服务给政府公共机构和工业机构等。 该公司的业务也涉及泵站、水/污水输送管路、固体处理设施和水库的设计，试验和研究。 
卡罗洛工程咨询公司设有办事处的城市包括洛杉矶、三藩市、圣地亚哥、帕萨迪纳、萨克拉门托、核桃溪、弗雷斯诺，贝克斯菲尔德、喷泉谷和河岸，加利福尼亚州拉斯维加斯，内华达州里诺; 凤凰城亚利桑那州尤马；俄勒冈州波特兰市，西雅图，华盛顿；博伊西爱达荷州盐湖城，犹他州的；科罗拉多州的布鲁姆菲尔德和Littleton；Missouri的 Kansas City；伊利诺斯州芝加哥；俄克拉荷马州的俄克拉荷马城市；北卡罗来纳州夏洛特；得克萨斯州的达拉斯、休斯顿和奥斯汀；马萨诸塞州波士顿；以及佛罗里达州的迈阿密、坦帕，奥兰多，萨拉索塔，棕榈海滩和好莱坞等等。
卡罗洛工程咨询公司积极关注并赞助了国际水公益项目 水对于人，以通过帮助发展中国家支持发展当地可持续饮用水源，卫生设施、保健和卫生教育方案来改善发展中国家人民的生活质量。

## 历史
卡罗洛工程师团已完成了超过15 000个工程项目。目前公司雇员人数超过1 000名。 卡罗洛名列 Engineering News Record's(ENR)100 顶尖设计师事务所，在所有污水和固体废物设计公司排名13。 几乎一半的员工有注册的专业工程师执照。卡罗洛工程师团是一个注册的 专业公司的。 在2016年，卡罗洛获得为加利福尼亚州年度最佳设计公司荣誉。
1998年，该公司从一个伙伴关系的公司转换为一个 S-公司。 在2001年，该公司于丹佛的Morroni工程公司合并，将业务领域进一步扩大到电气、仪器和控制领域。 2007年初, 卡罗洛工程师团创造了一个新的公司商标 "工程师...工作奇迹与水"。